# Real argentino
El real argentino fue la moneda corriente de Argentina hasta 1881. Desde 1822, fue subdividido en 10 décimos. El sol fue también emitido durante este período y era igual al real, mientras el peso valía 8 reales y el escudo valía 16 reales.

## Historia
Los reales españoles coloniales circularon hasta 1813, cuando Argentina comenzó a emitir sus propias monedas. Desde 1820, los billetes fueron emitidos también. En 1826, el peso moneda corriente y el peso fuerte fueron introducidos como billetes únicamente. En 1854, las monedas se dividieron en centavos. Sin embargo, la decimalización no ocurrió hasta 1881, cuando el real fue reemplazado por el peso moneda nacional con una proporción de 8 reales a un peso.

## Monedas
Las monedas de plata fueron emitidas en el nombre de la "Provincias del Río de la Plata" con denominaciones de ½, 1, 2, 4 y 8 reales y ½, 1, 2, 4 y 8 soles, mientras las monedas de oro (87,5%) fueron emitidas en denominaciones de 1, 2, 4 y 8 escudos.
Buenos Aires emitió sus propias monedas empezando en 1822, denominadas en reales y décimos, con 10 décimos equivalentes a 1 real.
Las monedas fueron emitidas en denominaciones de 1, 5, 10 y 20 décimos, junto con ¼, ½ (en realidad mostrado como 5⁄10), 1 y 2 reales. Todas fueron acuñadas en cobre. Otras provincias emitieron monedas denominadas en reales (plata) y escudos (oro): Córdoba, Entre Ríos, La Rioja, Mendoza, Salta, Santiago del Estero y Tucumán. Dado que estas monedas eran escasas, era común el uso de monedas de plata procedentes de otros países (especialmente el Sol Boliviano).
En 1854, las monedas fueron emitidas en el nombre de la "Confederación de Argentina" en denominaciones de monedas de 1, 2 y 4 centavos. Como se señala más arriba, esta emisión no dio lugar a una decimalización completa.

## Papel moneda
En 1820, el Gobierno de la Provincia de Buenos Aires introdujo billetes en denominaciones de 5, 10, 20, 40, 50 y 100 pesos. Esos fueron seguidos en 1823 por 1, 3 y 5 pesos. El Banco de Buenos Aires comenzó a emitir billetes en 1822 en denominaciones de 20, 50, 100, 200, 500 y 1000 pesos. Billetes de 1 y 2 pesos siguieron en 1823.